# جان دي فوس
جان دي فوس هو سياسي بلجيكي، ولد في 7 فبراير 1844 في بلجيكا، وتوفي في 30 مارس 1923 في أنتويرب في بلجيكا.